# 沈在宥
沈在宥（16世紀—1630年代），字元弢，號巢雲，浙江湖州府長興縣人，明朝、南明政治人物。

## 生平
沈在宥原名沈永明，萬曆四十六年（1618年）中浙江鄉試第七十七名舉人，崇禎七年（1634年）成進士，八年獲授工部虞衡司主事，九年管理盔甲厂，十年丁憂守制，十三年降補詹事府録事，十四年升都察院炤磨，升南礼部主客司主事，升郎中，轉任福建漳州知府，有廉正名聲。當時海盜藉驅除貪污為名掠奪居民，他警告對方切勿侵犯；陞任興泉道參議，獨身上路時病重，對役夫說：「我對漳州人民無德，不要用後事連累。」過境後即卒。

## 家族
曾祖沈容；祖沈世安，乡饮賓；父沈万鋐，冠带耆宾。

## 引用
1. 1 2  錢海岳《南明史·卷三十五·列傳第十一》：沈在宥，字元弢，長興人。崇禎七年進士。歷工部主事、漳州知府、漳南參議，調興泉，卒。
2. ↑  同治《長興縣志·卷二十·選舉》：（萬曆）四十六年戊午科（舉人） ……沈永明 見進士 …… 崇禎七年甲戌科（進士）……沈在宥 原名永明，詳人物傳
3. ↑  《崇祯七年甲戌科进士履历便览》：沈在宥，曾祖容；祖世安，乡饮賓；父万鋐，冠带耆宾。巢雲，诗一房，丙申年四月初六日生，湖州府長兴县籍乌程县人，戊午乡试，会一百七十八名，二甲四十一名，刑部观政，乙亥授工部虞衡司主事，丙子管盔甲厂，丁丑守制，庚辰降補占事府録事，辛巳升都察院炤磨，升南礼部主客司主事，本年升漳州知府。
4. ↑  同治《長興縣志·卷二十三上·人物》：沈在宥，原名永明，字元弢，號巢雲。崇禎七年進士，由工部主事知漳州府，有廉操，會海寇剽掠，借驅除貪污為名，戒勿犯漳郡。擢興泉道參議，單車就塗，病劇，語輿卒曰：「吾無德於漳，其毋以後事累民。」葢踰境而卒。